# Alekos Flambouraris
Alekos Flambouraris (griechisch Αλέκος Φλαμπουράρης, * in Athen) ist griechischer Staatsminister für Regierungskoordination unter Ministerpräsident Alexis Tsipras. Er ist Mitglied der Partei SYRIZA.

## Biografie
Alekos Flambouraris besuchte das 9. Alexandros-Koumoundouros-Gymnasium. Er studierte Bauingenieurwesen an der Universität Graz in Österreich und an der Polytechnischen Hochschule von Thessaloniki. Flambouraris war Mitglied der Kommunistischen Partei und zuvor Mitglied der Studentenbewegung.
Seit dem 27. Januar 2015 ist er Minister im Kabinett Alexis Tsipras.